# A Princess for Christmas

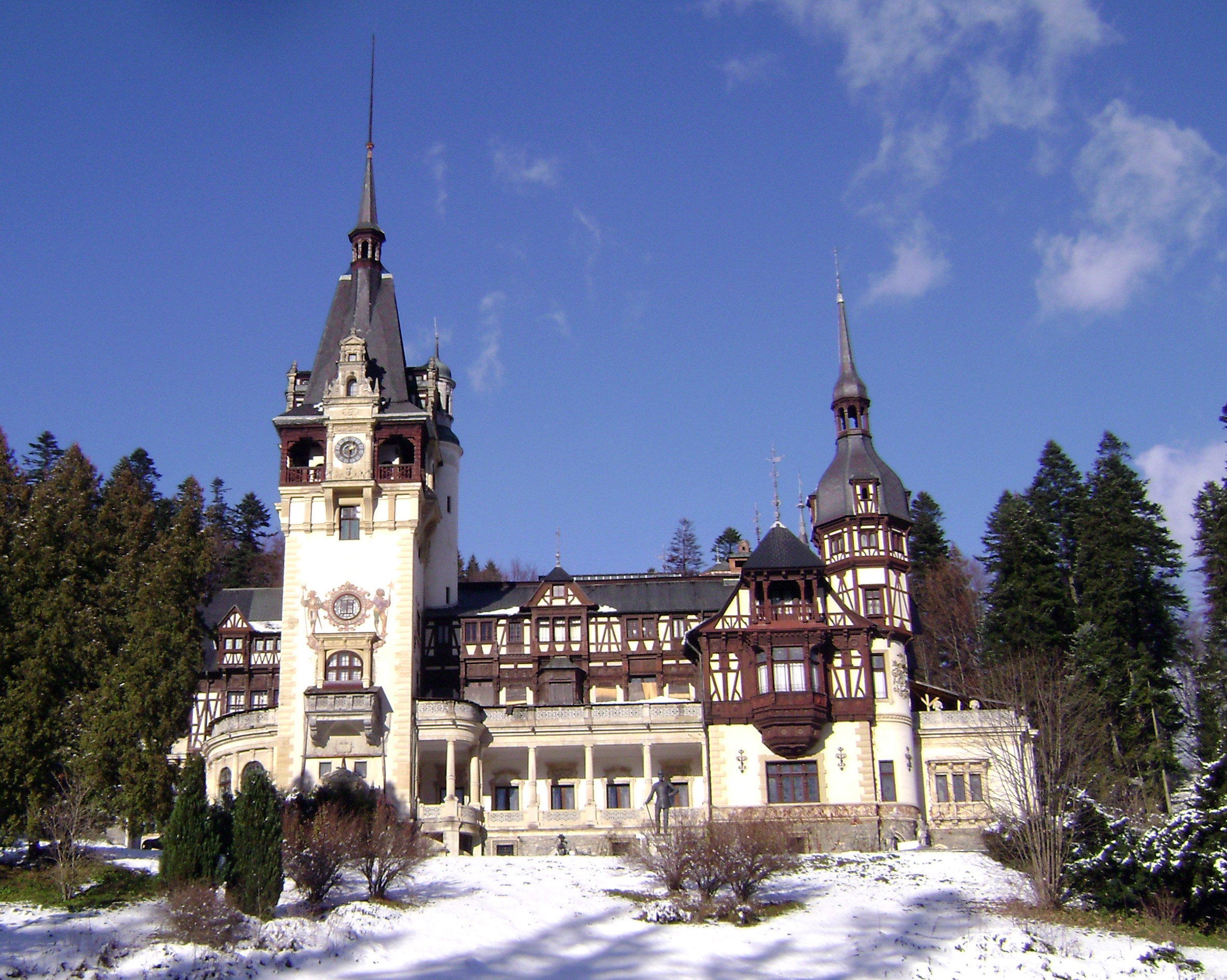
Kasteel in Peleş, Roemenië. Opnamelocatie van de film

A Princess for Christmas is een Amerikaanse romantische komedie uit 2011, geregisseerd door Michael Damian. De film is ook bekend onder de titels Christmas at Castlebury Hall en A Princess for Castlebury.

## Verhaallijn
Na het overlijden van haar zus en zwager neemt Jules Daly de zorg voor haar neefje Milo en nichtje Maddie op zich. Na een moeilijk jaar wordt ze vervolgens ook nog eens ontslagen bij de antiekwinkel waar ze werkt. Dan staat er opeens een butler voor de deur die hen uitnodigt om kerst te komen vieren in Europa bij de adellijke familie van haar overleden zwager.

## Rolverdeling
| Acteur              | Personage                         |
| ------------------- | --------------------------------- |
| Katie McGrath       | Jules Daly                        |
| Roger Moore         | Edward, Duke of Castlebury        |
| Sam Heughan         | Ashton, Prince of Castlebury      |
| Travis Turner       | Milo Huntington                   |
| Leilah de Meza      | Maddie Huntington                 |
| Charlotte Salt      | Lady Arabella Marchand du Belmont |
| Florin Busuioc      | Duke of Belmont                   |
| Marioara Sterian    | Duchess of Belmont                |
| Razvan Oprea        | Lord Thomas Belmont               |
| Miles Richardson    | Paisley Winterbottom              |
| Madalina Anea       | Abigail                           |
| Oxana Moravec       | Mrs. Birch                        |
| Alin Olteanu        | Floyd                             |
| Tristam Thomas      | Bob                               |
| Constantin Florescu | Priester                          |